# Blepyrus pretiosus
Blepyrus pretiosus är en stekelart som först beskrevs av Timberlake 1924.  Blepyrus pretiosus ingår i släktet Blepyrus och familjen sköldlussteklar. Inga underarter finns listade.